# 等々力英美
等々力 英美（とどりき ひでみ、1950年7月25日 - ）は、公衆衛生学・食生活学の学者。東京都出身。

## 来歴
琉球大学医学部保健学科国際地域保健学教室に所属し、公衆衛生学・栄養疫学・介入研究による、沖縄の伝統的食事・健康のソーシャル・キャピタル・沖縄の栄養転換などの研究テーマの専門家である。同時に、メディア報道などを通じての公衆衛生の啓蒙活動に注力している。
学位は薬学博士（東京大学）。1978年から1984年まで、国立精神・神経センター神経科学研究所勤務、1984年から2016年まで琉球大学大学院医学研究科、2016年から2021年までは放送大学沖縄学習センター 兼 琉球大学熱帯生物圏研究センター勤務。現在は、琉球大学医学部保健学科客員研究員。

## 特色
等々力の研究は主に以下の分野に焦点を当てている。
- 1 沖縄の伝統的食事とライフスタイルによる肥満や心血管疾患（高血圧）の予防、沖縄の超高齢者の長寿性と食事との関係性を明らかにする栄養疫学研究
- 2 健康と「ソーシャル・キャピタル」との関係に焦点を当てた介入研究
- 3 栄養・疫学転換が沖縄の健康に及ぼした影響についての生態学的アプローチによる研究。

## 経歴
- 2021年度 – 現在: 琉球大学医学部保健学科国際地域保健学教室客員研究員
- 2016年度 – 2019年度: 琉球大学熱帯生物圏研究センター協力研究員
- 2015年度 – 2016年度: 琉球大学熱帯生物圏研究センター研究員
- 2011年度 – 2015年度: 琉球大学医学(系)研究科(研究院)准教授
- 2010年度 – 2013年度: 琉球大学大学院医学研究科准教授
- 2007年度 – 2009年度: 国立大学法人琉球大学医学部准教授
- 1991年度 – 2006年度: 琉球大学医学部助教授
- 1984年度 – 1991年度琉球大学医学部医学科保健医学講座助手
- 1978年度 – 1983年度国立精神・神経ｾﾝﾀｰ神経研究所(旧国立武蔵療養所)診断研究部研究員

## 研究
等々力の研究は、沖縄の伝統的食文化と健康・長寿の関連性を科学的に解明し、その知見を現代の健康問題解決に応用しようとする点で、学術的にも実践的にも大きな意義を持っている。等々力英美の研究が特に注目されている主な理由は、以下の3点。

### 1 沖縄の長寿と伝統的食事の関連性研究
沖縄の超高齢者の長寿性と伝統的な食事との関係を明らかにする栄養疫学研究を長年行っており、これは沖縄の長寿の秘訣を科学的に解明しようとする重要な研究となっている。また、伝統的沖縄食の健康効果の実証研究が行われている。「チャンプルースタディ」と呼ばれる研究で、伝統的沖縄食が日本人と米国人の高血圧や肥満に与える影響を比較している。この研究は、沖縄食の健康効果を科学的に検証する画期的な取り組みである。等々力は、これらの研究において伝統的沖縄食の普及に重要な役割を果たした。主な貢献は以下の通り。第1に、伝統的な沖縄食に対して有効な科学的根拠を提供している。「チャンプルースタディ」を通じて、伝統的沖縄食が高血圧や肥満の予防に効果があることを科学的に実証している。これにより、沖縄の伝統的食事の健康効果に対する信頼性が高まった。第2に、研究を基礎として、現代的なメニューの開発を行っている。研究成果を基に、沖縄野菜を活用した現代的なメニューを開発している。これは伝統的な食材を現代の食生活に取り入れやすくし、伝統的沖縄食の普及を促進している。第3に、県産野菜の消費拡大へ貢献している。研究を通じて沖縄野菜の有用性を示したことで、県産野菜の消費拡大を促進している。これは伝統的沖縄食の普及に直接的に寄与している。第4に、健康教育への貢献を行なっている。研究成果を基に、「沖縄の食文化と健康・長寿」という視点からの啓蒙・講演活動を行っている。これにより、一般市民の間で伝統的沖縄食への関心と理解が深まっている。これらの活動を通じて、等々力英美の研究は伝統的沖縄食の価値を科学的に裏付け、その普及を国内外で促進する重要な役割を果たしている。

### 2 ソーシャル・キャピタルと健康の関連性研究
これは、健康と社会的関係資本（ソーシャル・キャピタル）との関係に焦点を当てた介入研究と位置付けられる。この研究では、健康の社会的決定要因を探る重要な研究分野となっている。等々力は、個人の健康が社会的な要因と密接に関連していることを示すために、ソーシャル・キャピタルの概念を用いている。特に、コミュニティの結束力が健康に与える影響について新たな視点を提供している。第1にソーシャル・キャピタルの概念を用いて、単なる予防医学的観点に止まらず、介護、リハビリテーション、福祉などの観点からも健康を捉えている。これにより、より包括的な健康概念を提示している。第2に、ソーシャル・キャピタルの概念を用いて、社会経済的格差と健康の間の負の因果性を緩和し、同時に健康と長寿を維持させるような要因を探っている。第3に、沖縄の高齢者を中心としたソーシャル・キャピタルを素描し、地域資源としてのソーシャル・キャピタルが高齢者の健康福祉を維持することに貢献し、更には地域社会とその構成員全員の将来の展望を拓く可能性を秘めていると論じている。彼は、これらの研究を通じて、ソーシャル・キャピタル研究の知見を健康政策に応用する可能性を探っている。特に、地域医療や医療政策の課題に関連して、ソーシャル・キャピタルの概念を活用している。また、沖縄の伝統的な社会システム（例：模合）とソーシャル・キャピタルの関連性を探り、これらが健康と長寿にどのように寄与しているかを分析している。これらの応用を通じて、等々力の研究は、ソーシャル・キャピタルの概念を用いて沖縄の健康と長寿の特徴を多角的に分析し、社会的要因が健康に与える影響を明らかにしようとしている。

### 3 栄養・疫学転換に関する研究
等々力は沖縄の栄養と疫学の変化が肥満などの健康状態に及ぼした影響を生態学的アプローチで研究している。これは沖縄の健康状態の歴史的変遷を理解する上で重要な研究となっている。彼は、20世紀の沖縄における栄養転換と疾病形態の相関を分析するために、戦前、戦後、現在の3つの時代区分を設定しており、この区分により、社会経済構造の変化と健康状態の推移を明確に示している。第1に、社会経済構造の変化と脂質摂取量の関係に注目している。この中で戦前と戦後世代の間に際立つ社会経済構造の変化が、脂質摂取量の変動と同調していることを指摘しており、特に、戦後の米国統治下での社会経済的政策が、栄養と健康指標に大きな影響を与えたことを強調している。第2に、食文化の変遷に注目している。戦前は沖縄の伝統的食文化が主体であったのに対し、戦後は米国の食文化が加わり、加工食品の輸入が増加したことを指摘している。これにより、脂質摂取量が増加し、高脂血症や体重増加が顕著になったと論じている。第3に、平均寿命への影響を指摘している。社会経済構造の変化と栄養転換が、結果的に戦前と戦後世代の間の平均寿命の差として現れたと実証的に論じている。特に、戦後世代の男性の健康状態と生活環境の相関性に注目している。第4に、結果として米国統治の影響があったと考えている。1946年から1972年までの米国統治が、沖縄の健康状態に大きな影響を与えたことを強調している。特に、軍政による直接統治が、日本本土とは異なる健康政策をもたらしたことを指摘している。第5に、栄養転換と疾病形態の変化が存在したと考えている。戦前は感染症が主体だった疾病形態が、戦後は脂質摂取の増加に伴い、高脂血症や肥満などの生活習慣病へと変化したことを示している。以上のように、栄養転換には社会的要因が重要な役割を演じてきたことを指摘している。単なる栄養学的変化だけでなく、社会経済的格差や社会的不安定が健康状態に与える影響を指摘している。これらの要因がストレスレベルを高め、過剰な脂質摂取やアルコール消費を引き起こし、結果として様々な健康問題につながったと論じている。等々力の研究は、沖縄の戦前と戦後の健康状態の違いを、社会経済構造の変化と密接に関連付けて分析し、栄養転換、食文化の変化、米国統治の影響など、多角的な視点から論じている。

## 社会への貢献
等々力の研究が社会に与えた具体的な貢献・影響として、以下の点が挙げられる。

### 1 伝統的沖縄食の健康効果の普及
等々力の研究は、伝統的な沖縄食が肥満や心血管疾患（高血圧）の予防に有効であることを示し、この知見は日本国内外での健康増進活動に役立っている。この研究は、特に高齢者の長寿と食事との関連性を明らかにし、健康的なライフスタイルの普及に貢献している。

### 2 ソーシャルキャピタルと健康の関係性
所得不平等や社会的結束といった社会的決定要因が健康に与える影響を探求し、これらが個人およびコミュニティレベルでの健康改善策にどのように活用できるかを示している。この研究は、政策立案者や公衆衛生専門家に対して、より包括的な健康政策を形成するための科学的根拠を提供している

### 3 公衆衛生政策への貢献
米国統治下の沖縄における公衆衛生政策の分析を通じて、過去の政策決定プロセスを明らかにしている。この成果は、現在および将来の公衆衛生政策の策定における歴史的視点を提供するものである。これらの研究成果は、公衆衛生分野で実践的な応用が可能である。

## 著書(共著を含む)
- 『子供の食と栄養』青木三恵子編 講談社サイエンティフィック 2020年 本人担当：沖縄の健康長寿と26ショック
- 『島嶼地域の新たな展望 自然・文化・社会の融合体としての島々』 藤田陽子, 渡久地健, かりまたしげひさ編 九州大学出版会, 福岡 2014年 本人担当：戦後沖縄における食事・栄養と食環境の変遷.
- 『ソーシャル・キャピタルと地域の力 : 沖縄から考える健康と長寿』 イチロー・カワチ, 等々力英美編 日本評論社, 東京 2013年 本人担当：戦後沖縄の体重転換と社会経済的要因 : 経済・身体活動・食事・栄養転換と関連して
- 『NEW予防医学･公衆衛生学(改訂第2版)』 岸玲子, 古野純典, 大前和幸, 小泉昭夫 南江堂 2006年 本人担当：地域のメンタルヘルス：プライマリケアと包括的保健医療：地域医療と医療計画
- 『温泉療養学』編集委員会(編) 社団法人民間活力開発機構, 東京 2006年 本人担当：温泉療養学, 環境生態学
- 『公衆栄養学』 田中平三, 伊達ちぐさ, 佐々木敏(編) 南江堂 2006年 本人担当：食物摂取頻度調査法と妥当性・再現性
- 『賢い女子中高生のための素敵な食育』久美出版、京都 2006年 本人担当：戦後沖縄の食事と変化 恋愛食
- 『食事摂取量の測定法』赤羽正之編 化学同人 2005年 本人担当：栄養疫学公衆栄養
- 『沖縄の若年層における栄養･発育の現状と課題』木村美恵子・新保愼一郎編 日本学会事務センター 2004年 本人担当：若者の生活、食・栄養と健康
- 『食の安全性 -その徹底検証』東京教育情報センター 2004年 本人担当：食生活の変化と栄養転換-沖縄を例として肥満の増加-
- 『情報化社会におけるコミュニケーション －栄養学領域の関連項目』高島豊、桜井裕(編) 医歯薬出版 2004年 本人担当：社会・環境と健康
- 『沖縄の食事調査の変遷と沖縄版食事調査票の開発』柊山幸志郎編 九州大学出版会 2000年 本人担当：長寿の要因－沖縄社会のライフスタイルと疾病－
- 『保健医療平成11年度沖縄振興開発総合調査 沖縄県社会経済変動調査報告書（下巻）』 等々力英美 沖縄開発庁総合事務局総務部調査企画課 2000年
- 『EBN入門－生活習慣病を理解するために－』佐々木敏・等々力英美編 第一出版 2000年 本人担当：単要因原因説と多要因原因説 論文・専門書・教科書の選び方と読み方 EBNの可能性と課題 栄養学の学問体系とEBN